# Дан, Феликс
Феликс Людвиг Юлиус Дан (нем. Felix Ludwig Julius Dahn; 9 февраля 1834, Гамбург — 3 января 1912, Бреслау) — немецкий историк, писатель, поэт и правовед, автор исторических романов.

## Биография
Родился в семье известного гамбургского актёра Фридриха Дана и его первой жены Констанс Ле Гэй. Предки матери были французскими гугенотами. В 1834 году родители переехали в Мюнхен, где долгие годы исполняли ведущие роли в классических немецких драмах. После окончания мюнхенской гимназии императора Вильгельма, Феликс изучал философию и право в местном университете им. Людвига Максимилиана, переводившись на время в Берлинский университет им. Фридриха Вильгельма. В 1863 году он стал доцентом, а в 1865 году — профессором им. университета Юлиуса и Максимилиана в Вюрцбурге.
Принимал участие во франко-прусской войне, 1 сентября 1870 года получив ранение в сражении при Седане. С 1872 года был профессором немецкого и государственного права и философии права в Кёнигсбергском университете, где в 1878 году получил должность ректора, с 1888 года преподавал в Силезском университете им. Фридриха Вильгельма в Бреслау, который возглавлял с 1895 года. В 1854 году опубликовал в Мюнхене монографию по юриспруденции «Ueber die Wirkung der Klagverjährung bei Obligationen». В 1856 году впервые выступил как поэт, выпустив в Берлине поэму «Harald und Theano». Являлся членом влиятельного мюнхенского поэтического кружка Эммануила Гейбеля.
Ещё в начале своей преподавательской карьеры, помимо работ по гражданскому, торговому и международному праву, обратился к историческим исследованиям. Его основными научно-историческими трудами стал 12-томник «Германские короли» (нем. Die Könige der Germanen, 1861–1909), а также четырёхтомная «Предыстория германских и романских народов» (нем. Urgeschichte der germanischen und romanischen Völker, 1880-1889). Его монография «Прокопий Кесарийский» (1865), посвящённая Теодору Моммзену, положила начало изучению творчества этого византийского автора в немецкой историографии. В 1909 году выпустил популярную брошюру, посвященную 1900-летию битвы в Тевтобургском лесу.
В последние годы жизни принимал деятельное участие в сооружении памятника «битве народов» под Лейпцигом (1813), открытия которого в 1913 году, приуроченного к 100-летию исторического сражения, уже не дождался, скончавшись 3 января 1912 года в Бреслау.

## Творчество
Будучи плодовитым писателем, опубликовал произведения общим объёмом около 30 000 печатных страниц. Наибольшую известность, однако, получил как автор исторических романов, популярных в период патриотического подъёма на фоне образования Германской империи.
Его романы «Аттила» и «Падение империи» повествуют о становлении готских (германских) племён во время великого переселения народов. В романе «Аттила» повествуется о закате гуннского владычества на территории Европы и о смерти гуннского царя Аттилы в объятиях девушки Ильдико (дочери короля Визигаста), в «Падении империи» о закате остготской империи после смерти Теодориха Великого. Одним из наиболее известных произведений Дана стала историческая эпопея «Битва за Рим» (1876), в которой красочно описывается расцвет и гибель государства остготов в Италии в борьбе с Византией. Она неоднократно экранизировалась, по его мотивам создана опера Ксавера Шарвенки «Матасвинта» (1894).
Исторические произведения Дана, испытавшие на себе влияние неоромантизма, позже использовались идеологами немецкого национал-социализма в пропагандистских целях.
Между 1882 и 1901 годами выпустил ещё 13 менее значительных романов, а в 1890—1895 годах опубликовал автобиографию объёмом около 3 000 страниц.
Его супруга Тереза фон Дросте-Хюльсхофф являлась соавтором некоторых из его трудов, в частности «Вальгалла. Германские сказания о богах и героях» (нем. Walhall, Germanische Götter und Heldensagen, 1898).
В СССР книги Феликса Дана не издавались. С 1993 года были переизданы массовыми тиражами некоторые его исторические романы.
Список произведений:
- «Walhalla. Germanische Götter und Heldensagen» (9 изд. 1886, «Вальгалла. Германские сказания о богах и героях»).
- «Urgeschichte der germanischen und romanischen Völker» (Б., 1881—1887. «Предыстория германских и романских народов»).
- «Sind Götter? Die Halfred Sigskaldsaga» (6 изд. Лпц., 1887, «Боги? Сага о Хальфреде Сигскальде»);
- «Zwölf Balladen» (Лпц., 1875, «Двенадцать баллад»);
- «Markgraf Rüdiger» («Маркграф Рюдигер», драма, там же);
- «König Roderich» («Король Родерик», драма, там же, 2 изд., 1876; идея: борьба государства с церковью);
- «Deutsche Treue» («Немецкая верность», драма, там же; идея: победа государственности над партикуляризмом);
- «Ein Kampf um Rom» (роман, Лпц., 1876; переведен на русский яз. как «Борьба за Рим» и «Падение империи»; в Германии в 10 лет выдержал 12 изд.);
- «Odhin’s Trost» («Утешение Одина», ром. из сев. жизни XI ст., Лпц., 1880);
- «Kleine Romane aus der Völkerwanderung» (Лейпциг, 1882—1885, «Маленькие романы периода Великого переселения народов»);
- «Die Kreuzfahrer» («Крестоносцы», ром., 3 изд. 1884);
- «Gelimer» («Гелимер», ром., 6 изд. 1886, перев. в «Вестнике Европы»).
- «Bis zum Tode getreu. Erzählung aus der Zeit Karls des Großen» (1887 — «Верность до гроба. Повесть из времен Карла Великого»).
- «Attila» (1888 — Аттила).